# Anja Mazej
Anja Mazej (Šoštanj, 4 gennaio 2000) è una pallavolista slovena, libero del Voluntari.

## Carriera

### Club
La carriera di Anja Mazej inizia nella stagione 2016-17 con lo Spodnja Savinjska, nella 1. DOL slovena, a cui resta legata per sei annate, per poi passare, per il campionato 2022-23, al Gorica, nella stessa divisione.
Poco dopo l'inizio della stagione 2024-25 si trasferisce all'AGIL, nella Serie A1 italiana: a campionato in corso, alla scadenza del contratto, si accasa alle rumene del Voluntari, in Divizia A1.

### Nazionale
Nel 2017 viene convocata nella selezione slovena under 18, mentre nel 2018 è in quella under 19.
Nel 2021 ottiene le prime convocazioni nella nazionale maggiore con cui, nello stesso anno, vince la medaglia di bronzo all'European Silver League.

## Palmarès

### Nazionale (competizioni minori)
- European Silver League 2021